# 300: March to Glory
300: March to Glory – gra wideo na platformę PlayStation Portable wydana 27 lutego 2007 i bazująca na komiksie 300 Franka Millera i filmie o tym samym tytule.

## Fabuła
Fabuła oparta jest na bitwie pod Termopilami, która miała miejsce latem 480 p.n.e.

## Bronie
Gracz zaczyna z najsłabszymi klasami mieczy, tarcz i zbroi. Aby zdobyć ulepszenia, zbiera jednostki nazwane kleo (dosł. „chwała”).